# St. Joseph (Illinois)
St. Joseph es una villa ubicada en el condado de Champaign, Illinois, Estados Unidos. Según el censo de 2020, tiene una población de 3810 habitantes.

## Geografía
La localidad está situada en las coordenadas 40°6′53″N 88°2′8″O / 40.11472, -88.03556 (40.114713, -88.03562).
Según la Oficina del Censo de los Estados Unidos, la villa tiene un área total de 5.43 km², de la cual 5.39 km² son tierra y 0.04 km² es agua.

## Demografía

### Censo de 2020
Según el censo de 2020, hay 3810 habitantes, 1499 hogares y 1165 familias en la villa. La densidad de población es de 706.86 hab/km². Hay 1519 viviendas, con una densidad de 281.8/km². El 92.98% de los habitantes son blancos, el 0.45% son afroamericanos, el 0.26% son amerindios, el 1.00% son asiáticos, el 1.15% son de otras razas y el 4.86% son de una mezcla de razas. Del total de la población, el 3.02% son hispanos o latinos de cualquier raza.

### Censo de 2000
Según el censo de 2000, había 3.900 personas, 2.014 hogares y 1.002 familias residían en la villa. La densidad de población era de 3.024,3 personas por milla cuadrada (995,0/km ²). Había 1.157 viviendas en una densidad media de 1.022,0/mi ² (395,3/km ²). La distribución por razas de la aldea era 98,90% blancos, 0,10% afroamericanos, 0,24% asiáticos y 0,24% de dos o más razas. Hispanos o latinos de cualquier raza eran el 0,86% de la población.
Había 1.125 casas de las cuales 40,1% tenían niños menores de 18 años que vivían con ellos, el 65.4% son parejas casadas que viven juntas, 6,9% tenían una mujer jefe de familia sin presencia del marido y 25,8% eran no-familias. 22,4% de todas las casas fueron compuestos de individuos y 11,3% tienen a alguna persona anciana de 65 años de edad o más. El tamaño medio de la casa era de 2,58 y el tamaño medio de la familia era de 3,03.
En la villa la población separada es 28,5% menor de 18 años, el 6,3% de 18 a 24, 33,0% de 25 a 44, 21,4% a partir 45 a 64, y el 10,9% tiene más de 65 años de edad o más. La edad media fue de 36 años. Por cada 100 mujeres había 94,5 hombres. Por cada 100 mujeres mayores de 18 años, había 92,3 hombres.
La renta mediana para una casa en la aldea era $53.424, y la renta mediana para una familia era $61.094. Los varones tenían una renta mediana de $40.250 contra $29.450 para las mujeres. El ingreso per cápita de la villa era $21.381. Cerca de 2,8% de familias y 4,3% de la población estaban por debajo de la línea de pobreza, incluyendo 4,0% de los menores de 18 años y 8,9% de esos son mayores de 65 años.